# Аарон бен Соломон Амарильо
Аарон бен Соломон Амарильо (на ладино: Aaron Ben Solomon Amarillo) е еврейски духовник (равин) и кабалист от Османската империя от XVIII век.

## Биография
Аарон бен Соломон е роден в 1700 година в Солун, тогава в Османската империя в големия равински род Амарильо. Баща му Соломон бен Йосиф Амарильо е един от тримата главни равини на Солун, а брат му е равин Хаим Моисей бен Соломон Амарильо (1695 – 1748), също автор на отговори (Responsa Devar Moshe, Солун 1742, 1743 и 1750).
Амарильо учи при Давид Сереро. След смъртта на Исак бен Шанги в 1761 година Амарильо влиза в равинския триумвират на Солун заедно с Бенвенисти Гатиньо и Елиезер Рафаел Намияс. Амарильо е равин в Солун по време на икономическата криза от 1776 година. Той предлага мораториум върху плащането на всички дългове, което води до подобряване на икономическото положение на еврейската общност в града. Автор е на отговори (Responsa Penei Aaron), издадени в Солун в 1796 година от сина му Моисей. Някои от отговорите му са публикувани в „Ашдот ха Писках“ от Йосиф Намули (Солун, 1790). Амарильо редактира и Кохелет бен Давид (Солун, 1749) на Давид Хазан, като добавя евлогия и елегии за смъртта на брат му Хаим Моисей.
Умира в 1772 година в Солун.